# رود بان
بان یا رود بان (به انگلیسی: River Bann) طولانی‌ترین رودخانه در ایرلند شمالی است، طول این رودخانه با احتساب بان بالا و بان پایین با هم، ۱۲۹ کیلومتر (۸۰ مایل) است. طول کلی رودخانه بان، با احتساب مسیر آن در لخ نی به طول ۳۰ کیلومتر (۱۹ مایل) به ۱۵۹ کیلومتر (۹۹ مایل) می‌رسد. برخی منابع نیز طول رودخانه بان را ۹۰ مایل تخمین زده‌اند.